# Adolf Pilch

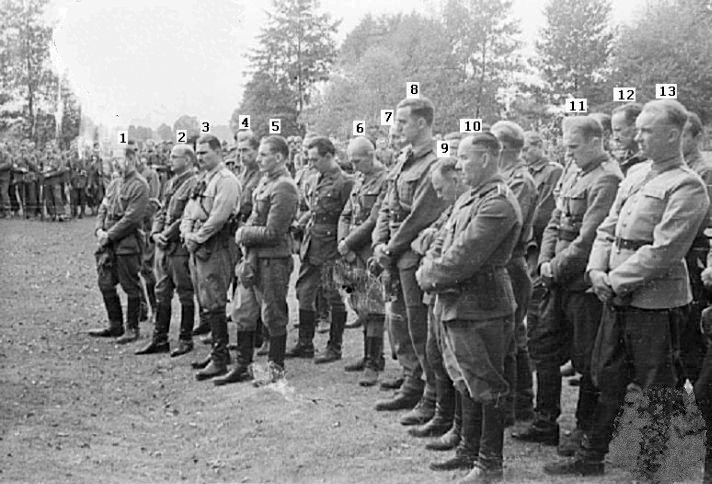
Korpus oficerski Zgrupowania „Kampinos” podczas mszy polowej w Wierszach, ok. 10 września 1944 (Adolf Pilch z nr 3)

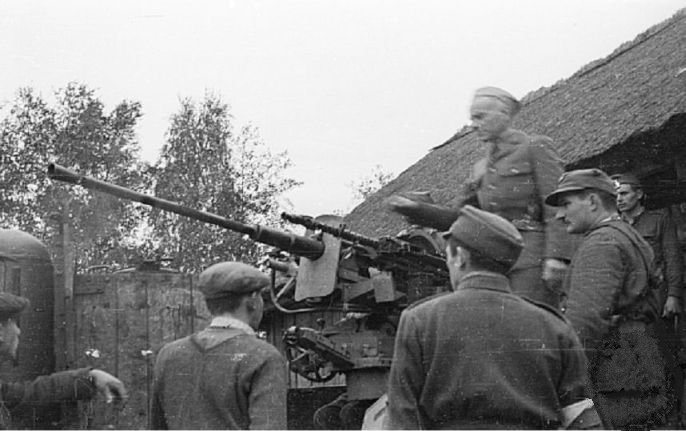
Mjr Alfons Kotowski ps. Okoń przemawia do żołnierzy Zgrupowania „Kampinos” przed wymarszem do lasów świętokrzyskich. Adolf Pilch stoi pierwszy z prawej

Adolf Dawid Pilch ps. Góra, Dolina, Pistolet, Stożek (ur. 22 maja 1914 w Wiśle, zm. 26 stycznia 2000 w Londynie) – cichociemny, jeden z dowódców oddziałów Armii Krajowej. Walczył w ponad 200 bitwach i potyczkach, w zdecydowanej większości zwycięskich.

## Życiorys
Urodził się jako ósme dziecko w rodzinie górali śląskich Jana i Zuzanny z domu Cieślar. Przypuszczalnie Adolf Pilch był potomkiem szkockiego imigranta (uciekiniera przed prześladowaniami religijnymi), wyznania ewangelicko-augsburskiego. Ukończył gimnazjum w Cieszynie i Państwową Wyższą Szkołę Budowy Maszyn i Elektrotechniki im. H. Wawelberga i S. Rotwanda w Warszawie, po czym został powołany do Szkoły Podchorążych Rezerwy Piechoty przy 26 DP w Skierniewicach. Po odbyciu służby wojskowej pracował w Rybniku, a następnie w Warszawie w branży budowlanej.
W 1939 roku nie został zmobilizowany, przedostał się na Węgry następnie przez Rumunię dotarł do Jugosławii, skąd statkiem „Patria” dopłynął do Francji, gdzie został wcielony do 3 Dywizji Piechoty (początkowo w 9 pułku piechoty następnie 8 pp). W czasie niemieckiej agresji na Francję brał udział w walkach 8 pp, a po upadku Francji i ewakuacji oddziałów polskich, 21 czerwca 1940 roku dotarł do Plymouth w Wielkiej Brytanii. Tam przeszedł szkolenie dywersyjne cichociemnych, po czym został przerzucony do Polski w nocy z 16 na 17 lutego 1943 roku i otrzymał przydział do Kedywu Okręgu AK „Czapla” (Białystok), a następnie do Okręgu AK „Nów” (Nowogródek), działając pod pseudonimem „Góra”.
Będąc oficerem Zgrupowania Stołpeckiego AK (zwanym też przez sprzymierzonych wtedy komunistów Otriadem Kościuszko, pod dowództwem mjr. Wacława Pełki ps. Wacław i por. Kacpra Miłaszewskiego ps. Lewald), walczył w Puszczy Nalibockiej z oddziałami niemieckimi i policji białoruskiej. Po zdradzieckim ataku ze strony partyzantki sowieckiej w grudniu 1943 roku (w czasie którego „Lewald” został porwany samolotem do Moskwy, a większość polskich partyzantów siłą wcielona do oddziałów radzieckich) Pilch utworzył z 40 ocalałych z pogromu akowców Polski Oddział Partyzancki pod swoim dowództwem, największym problemem był brak amunicji (zapasy przejęła partyzantka sowiecka) w obliczu polowania przez Sowietów na polskich partyzantów. Kilkunastotysięczne zgrupowanie sowieckie otrzymało rozkaz likwidacji partyzantki polskiej, co usiłowało uczynić. Wobec braku zaopatrzenia, bez wsparcia z Komendy Głównej AK, posiadając około 50 ludzi zawiązał on taktycznie lokalny pakt o nieagresji z okupantem niemieckim, przewidujący także dozbrojenie oddziału polskiego. Była to jedyna szansa na pozostanie w terenie i ochronę ludności polskiej przed partyzantami sowieckimi, w związku z czym jego działalność nie wpisuje się w definicję kolaboracji (współpraca z Niemcami była wymuszona stanem wyższej konieczności i dlatego polscy historycy często piszą w tym kontekście o „pozornej kolaboracji” czy wręcz wallenrodyzmie). Początkowo zostało to odebrane przez Komendę Główną AK jako rokosz: przysłany z Gór Świętokrzyskich Jan Piwnik „Ponury” (według innych źródeł mjr Maciej Kalenkiewicz „Kotwicz”) przekazał „Górze” oraz znajdującemu się w podobnym układzie Józefowi Świdzie „Lechowi” ultimatum zaprzestania działalności do czerwca 1944 roku. W ciągu kilku miesięcy oddział rozrósł się do ponad 800 ludzi (w tym uciekinierzy z oddziałów sowieckich), z czego połowę stanowiła kawaleria i stoczył ok. 200 walk z Sowietami (w tym m.in. z Otriadem Bielskich), czasami przy udziale niemieckim po stronie polskiej. W lecie 1944 roku, w obliczu szybkiego zbliżania się frontu wschodniego w wyniku operacji Bagration, przeprowadził 861 żołnierzy wraz z taborami (ponad 150 furmanek) 400 kilometrów na zachód w stronę Warszawy i przekroczył Wisłę pod Nowym Dworem Mazowieckim (jawnie, mostem, wśród reorganizujących się oddziałów niemieckich).
Pod koniec lipca 1944 roku Pilch (zmieniwszy pseudonim na „Dolina”) podporządkował się w Dziekanowie Polskim kpt. Józefowi Krzyczkowskiemu ps. Szymon – komendantowi VIII Rejonu „Łęgów” VII Obwodu „Obroża” Okręgu Warszawskiego AK. Mimo początkowych obaw związanych ze współpracą „Góry” z Niemcami, dowództwo AK wyraziło zgodę na włącznie jego oddziałów („Doliniacy”) w skład Grupy Kampinos i rehabilitację w walce. 2 sierpnia „Dolina” razem ze swoimi ludźmi zaatakował lotnisko na Bielanach. W nocy z 2 na 3 września dokonał skutecznego ataku na stacjonujący we wsi Truskaw batalion znienawidzonej formacji SS-RONA, rozgramiając tenże i zabijając 250 rosyjskich esesmanów i raniąc 100, przy stracie zaledwie 10 zabitych i 10 rannych. Poprowadził także udany atak na tartak w Piaskach Królewskich (6/7 września). Po katastrofalnej klęsce oddziałów Grupy Kampinos w bitwie pod Jaktorowem 29 września Pilch dołączył z oddziałem 80 żołnierzy do 25 pp AK Ziemi Piotrkowsko-Opoczyńskiej Podokręgu Piotrków. Po rozwiązaniu w listopadzie 1944 roku oddziału, Pilch stanął na czele konnego Oddziału Doliny, walcząc na dawnych szlakach „Hubala” do stycznia 1945 roku, kiedy to ruszyła ofensywa zimowa Armii Czerwonej.
W 1945 roku wyemigrował uciekając przez Czechosłowację do Wielkiej Brytanii, gdzie ożenił się ze swoją polską dziewczyną sprzed wojny, Ewą, która została matką jego trojga dzieci (Anna, Adam i Irena). W latach 1978–1991 pełnił funkcję przewodniczącego Koła AK Oddział Londyn. Odwiedził kraj w 1990 roku, entuzjastycznie witany przez swoich byłych żołnierzy, a także przez przedstawicieli władz, armii i orkiestrę wojskową. 
Był autorem wspomnień pt. Partyzanci trzech puszcz, za które otrzymał Nagrodę im. Jerzego Łojka w 1992 roku. W 1998 roku został odznaczony Medalem Polonia Mater Nostra Est.
Zmarł w 2000 roku na emigracji; w jego pogrzebie w Wandsworth wzięło udział pod partyzanckim sztandarem czterech z wciąż żyjących „Doliniaków”.

## Upamiętnienie
Na jego cześć w 2005 nazwano szkołę podstawową w Dziekanowie Polskim. 9 listopada 2017 roku został patronem ulicy na terenie dzielnicy Bielany w Warszawie w miejsce Kazimierza Grodeckiego. Ulice jego imienia znajdują się również w podwarszawskich Łomiankach oraz w Trzciance. 
29 sierpnia 2021 roku w Wiśle odsłonięto kamień pamięci majora Adolfa Pilcha.

## Awanse
- podporucznik
- porucznik (1944)
- kapitan
- major (1945?)

## Ordery i odznaczenia
- Krzyż Srebrny Orderu Virtuti Militari nr 11528[9]
- Krzyż Kawalerski Orderu Odrodzenia Polski (3 maja 1980)[10]
- Krzyż Walecznych – czterokrotnie